# Груша
Груша — плід дерева груша звичайна (лат. Pyrus communis). Достигає в помірних широтах восени, рідше наприкінці літа. У тепліших широтах достигає швидше. Плід містить багато соку. Найчастіше форма нагадує яблуко із конусом зверху.
Груша багата на прості цукри, особливо фруктозу. Поширеність калію робить її придатною для гіподичної дієти (тобто дієти з низьким вмістом натрію).

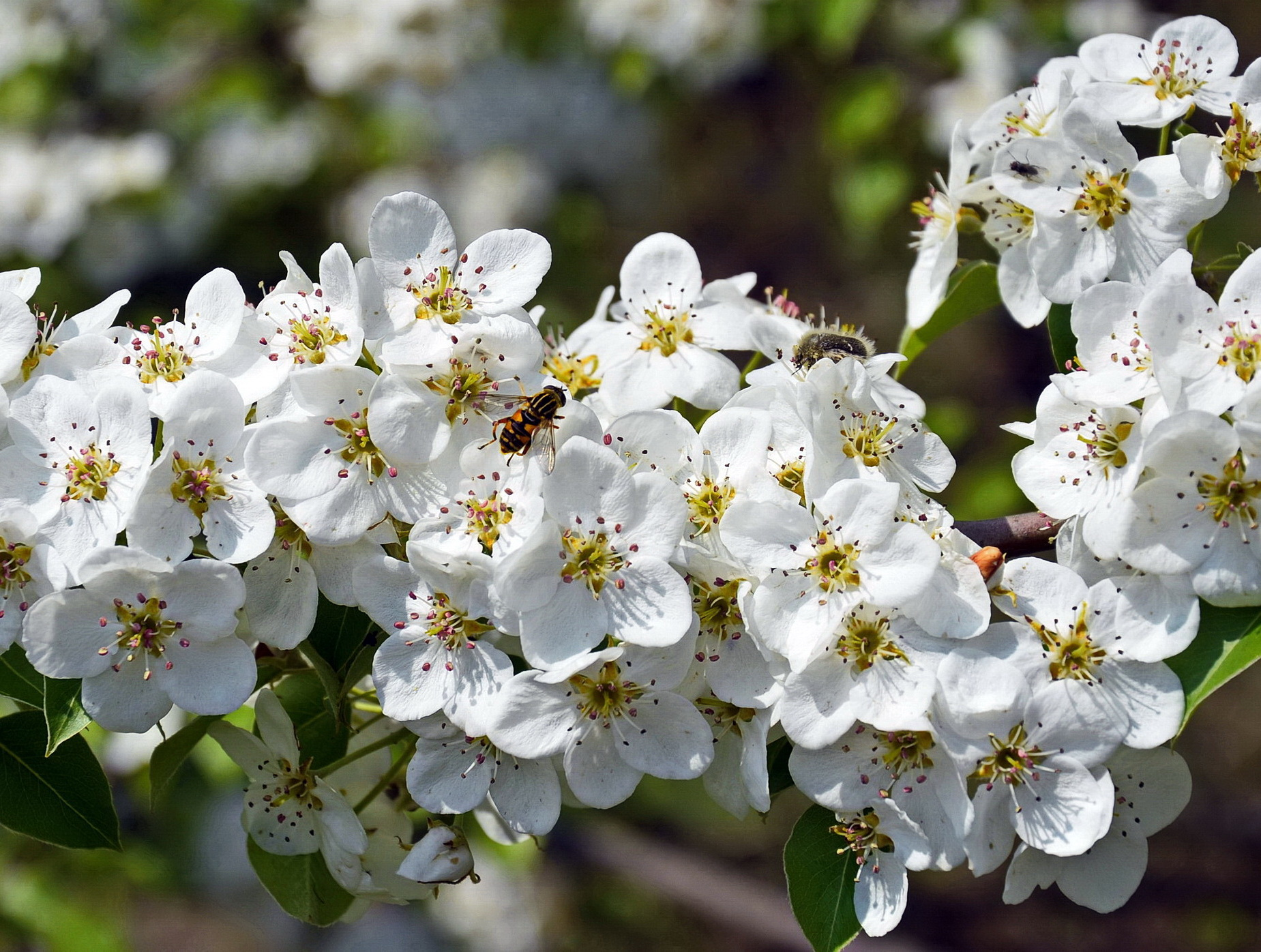
Груша. Квіти

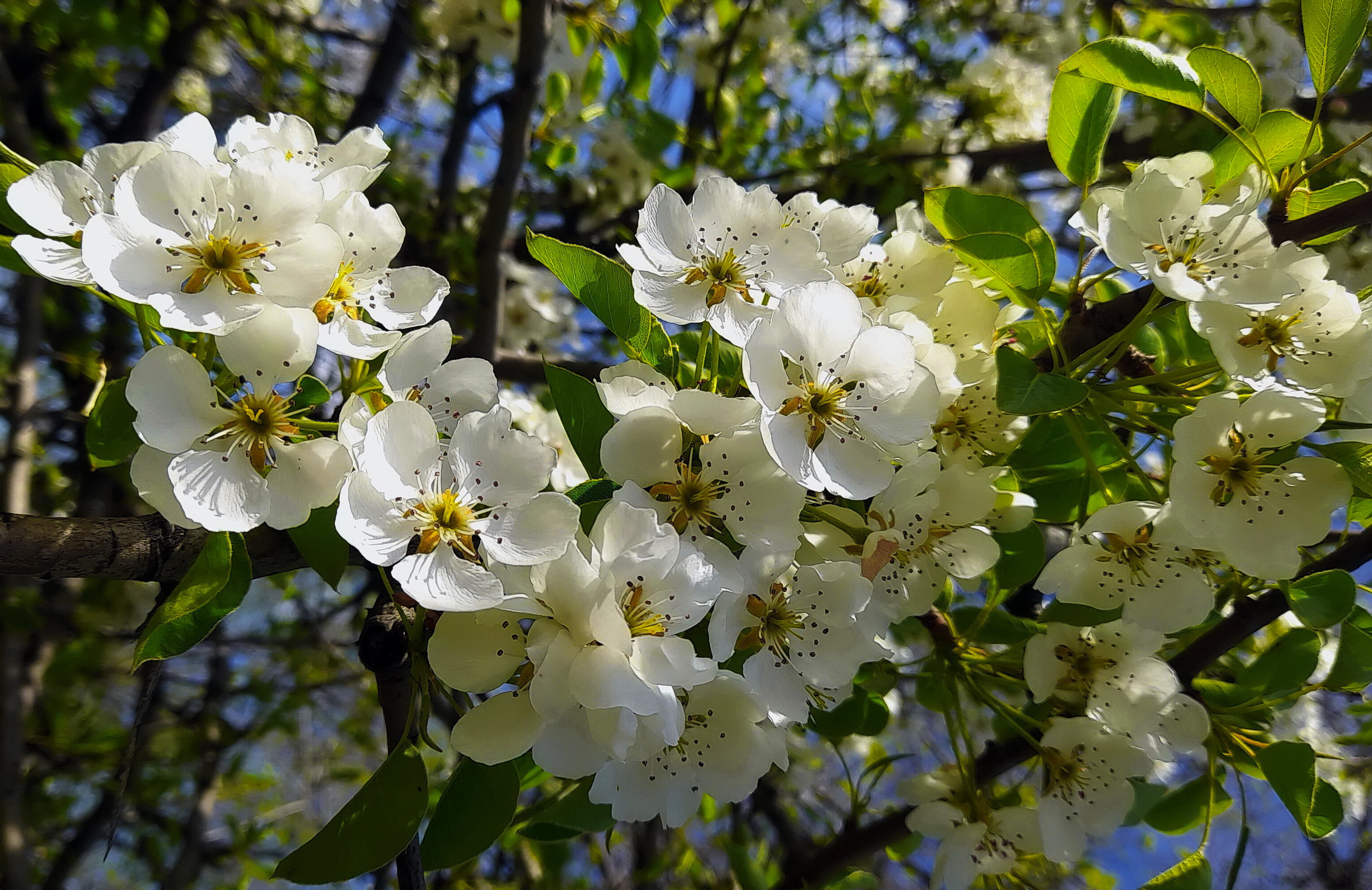
Груша весною

Плоди з'являються з кінця липня та зберігаються ще 3-4 місяці в холодильнику. Отже, груша доступна протягом більшої частини року. Її споживають сирою або готують у цукровому сиропі. У промисловості використовують насамперед для виробництва соків та сиропів.  

## Сорти
Існують різні сорти груші:
- - Абат
  - Лісова красуня
  - Анджу
  - Бона-Луїза
  - Вільямс
  - Гійот
  - Дюрандо
  - Китайський сорт
  - Коміс
  - Конференц
  - Лимонка — стародавній український сорт
  - Неші
  - Пакхам
  - Польський сорт
  - Роша
  - Тріумф
  - Улюблениця Клаппа

## Цікаві особливості та факти
Спостереження садівників показують, що груша і ялівець погано уживаються в саду у випадку, якщо знаходяться поряд. Ялівець і груша є носіями одного і того ж виду грибка (лат. Gymnosporangium sabinae), що спричиняє захворювання на іржу груші та ялівцю. В певному сенсі їхнє сусідство має алелопатичні ознаки — насадження ялівцю у грушевому саду можуть призвести до поширення іржі груші, втрати продуктивності грушевого саду і навіть його поступової загибелі.
Груші добре відображені у народному фольклорі, наприклад, дитячі ігри “Грушка” ще зараз практикують в Україні. Груша символізує дівоцтво та з любов’ю оспівана у народних українських піснях: «На городі грушка та грушка», «У саду розкішна груша», «Ой піду я попід сад, чи не впаде грушка», прислів’ях та приказках.